# Alsenviertel
Das Alsenviertel war ein kleines Quartier im Berliner Spreebogen, das auch als historisches Botschaftsviertel bekannt wurde.

## Lage und Entstehung

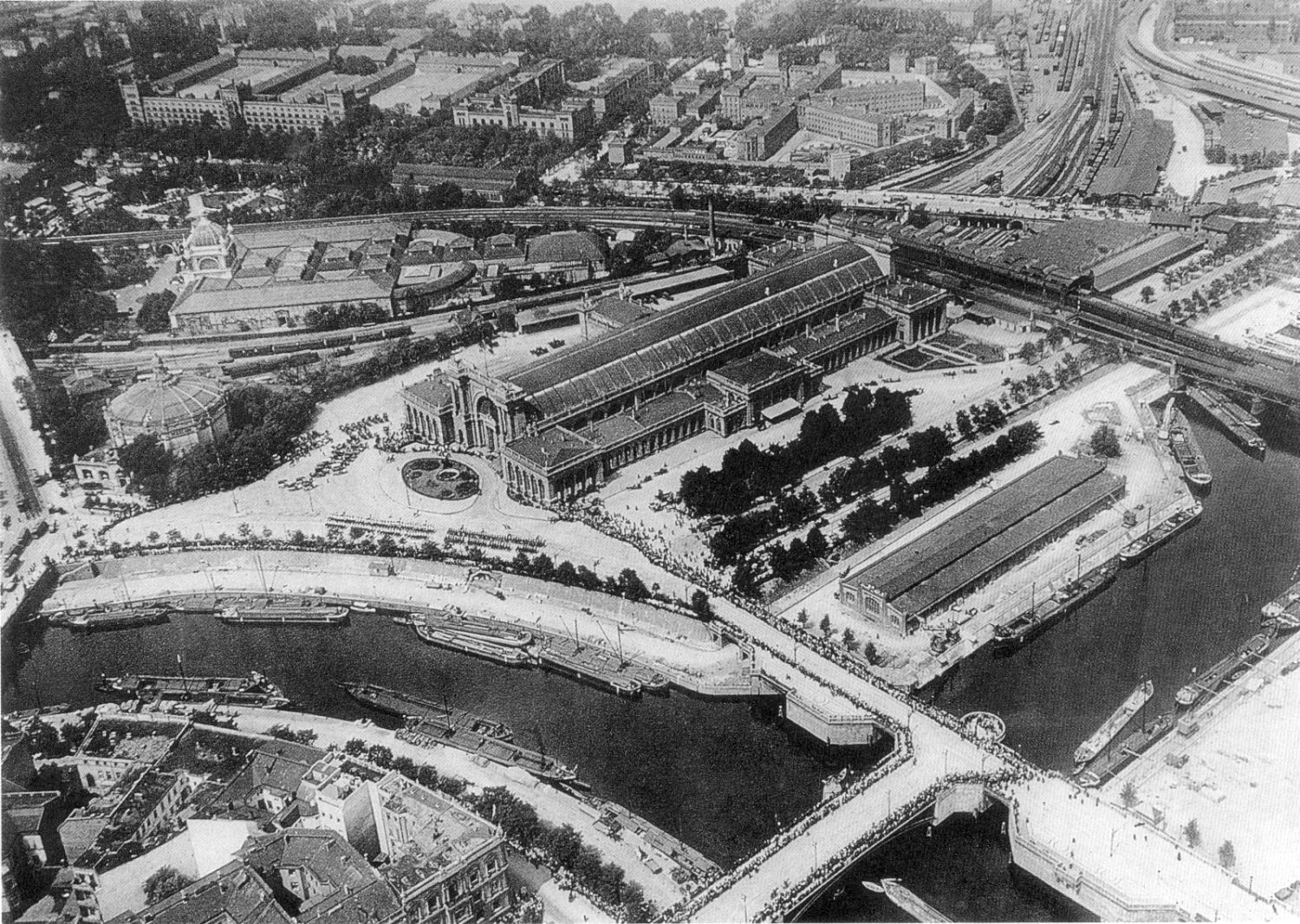
Luftbild von 1910: Lehrter Bahnhof (heute befindet sich an dieser Stelle der neu erbaute Hauptbahnhof), links unten das Alsenviertel an der Spree

Das Gebiet befindet sich auf der Südseite einer Schleife der Spree und war eine Flussaue im Besitz der Stadt Berlin, weshalb es auch den Namen „Kämmereiwiese“ trug. Es liegt im heutigen Ortsteil Tiergarten des Bezirks Mitte.
Ende der 1830er Jahre wünschte der Kronprinz (der spätere König Friedrich Wilhelm IV.) eine städtebauliche Aufwertung des Geländes. Eigenhändig zeichnete er Pläne für eine repräsentative Gestaltung, band Karl Friedrich Schinkel und dann Peter Joseph Lenné ein. Diese entwarfen in Zusammenhang mit der Bebauung des Pulvermühlenterrains auf dem Moabiter Werder auf dem anderen Ufer der Spree auch Bebauungspläne für den Spreebogen. Die Konzepte für das südliche Ufer wurden jedoch ein Vierteljahrhundert nicht verwirklicht, denn das sumpfige Gelände erlaubte keine festen Gebäude.
Nur am angrenzenden Exerzierplatz, dem späteren Königsplatz und heutigen Platz der Republik entstanden auf Initiative des mittlerweile König gewordenen Friedrich Wilhelm erste Gebäude – die Krolloper sowie 1842–1844 das Palais des Grafen Atanazy Raczyński, nördlich daran anschließend am „Seegerhof“ ein erster kleiner Häuserblock. Der führende Architekt Friedrich Hitzig baute sich hier 1847 sein eigenes Wohnhaus (Nr. 9) und auch für andere Auftraggeber.
Noch bis in die 1860er Jahre  befanden sich am Nordrand des Exerzierplatzes Holzplätze. Das hier zwischengelagerte Baumaterial wurde über Lastkähne an- und abtransportiert. Quer durch die abseits gelegene Brachfläche führte die Verbindungsbahn zwischen Hamburger und Potsdamer Bahnhof. Am späteren Reichstagufer befanden sich Reste der Stallungen einer der ältesten Kasernen Berlins; nunmehr eine kleine Fabrik und Handwerksbetriebe.
Als ab 1867 die überflüssig gewordene Akzisemauer abgerissen wurde, wurde die bislang isolierte Fläche zügig in die Stadt integriert, der Königsplatz rückte durch den Bau der Siegessäule in das Zentrum der Aufmerksamkeit. Mit der Umgestaltung des Exerzierplatzes musste das schäbige Randgebiet nun ebenfalls in einen würdigen Zustand versetzt werden. Ende der 1860er bis zum Beginn der 1870er Jahre erfolgte die Herstellung eines Baugrundes, die Anlage der Straßen und der Bau der Häuser. 1880 verzeichnet das Adressbuch noch zahlreiche Baustellen.

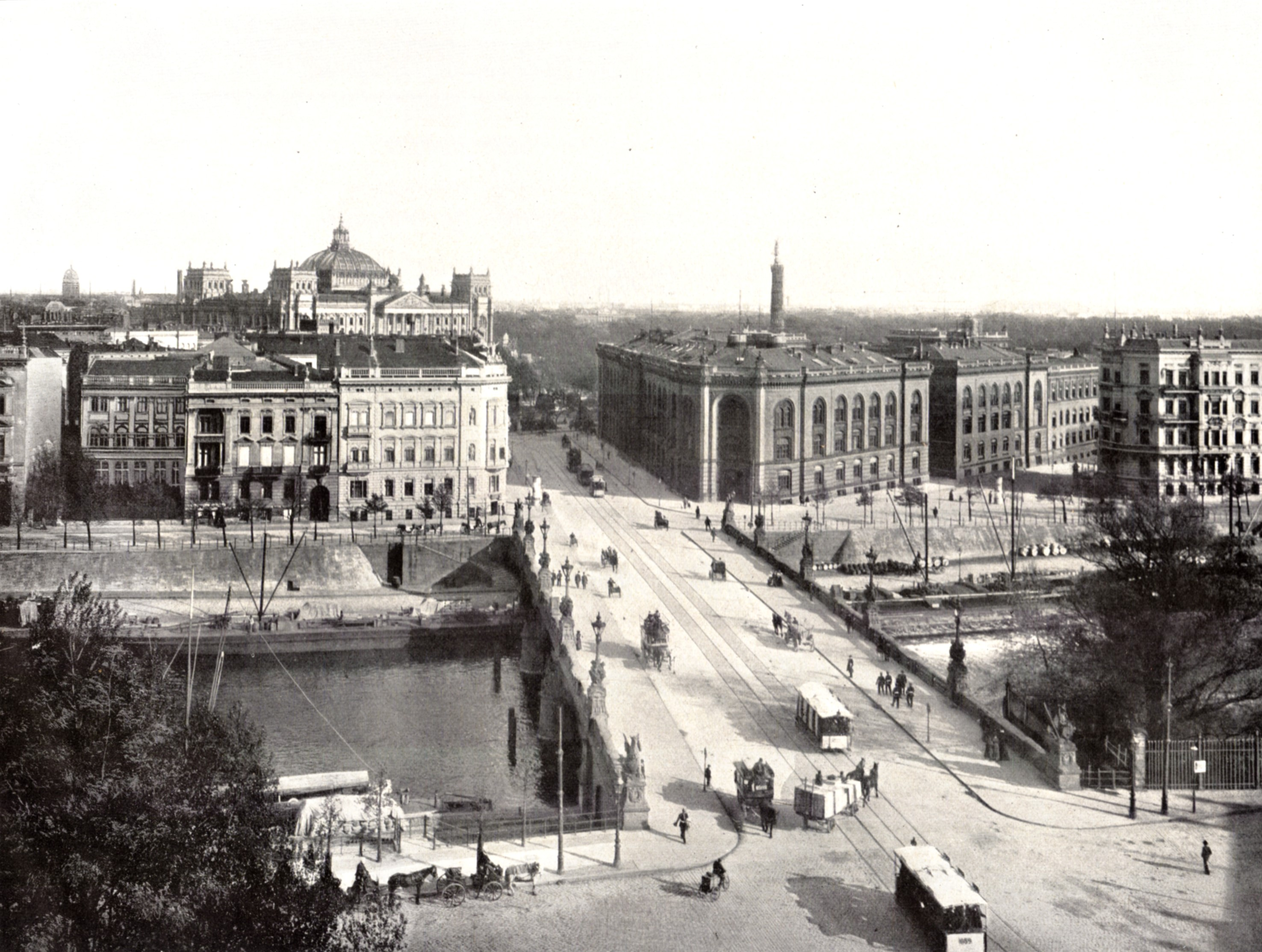
Blick über die Moltkebrücke auf das Generalstabsgebäude (rechts). Im Hintergrund: die noch auf dem Königsplatz stehende Siegessäule und die Kuppel des Reichstagsgebäudes, 1900

Das gesamte Viertel steht mit seiner Entstehungszeit, Nutzung, Ausschmückung und Straßenbenennung in unmittelbarem Zusammenhang mit den Kriegen gegen Dänemark (1864), gegen Österreich (1866) und gegen Frankreich (1870/1871). Am westlichen Rand wurde zwischen 1867 und 1871 nach einem Entwurf von August Ferdinand Fleischinger im Neorenaissance-Stil das Generalstabsgebäude erbaut und von 1873 bis 1882 zum Königsplatz hin erweitert. Nach der im Friedensvertrag von Versailles erzwungenen Auflösung des Großen Generalstabs wurde der Bau von verschiedenen Behörden wie Teilen des Reichsinnenministeriums genutzt. Durch die alliierten Luftangriffe und die Schlacht um Berlin erhielt das Gebäude starke Schäden und wurde nach Ende des Zweiten Weltkriegs abgerissen.
Mit Kabinetts-Ordre vom 15. Dezember 1866 und folgend einem Königlichen Erlass vom 10. Januar 1867 wurden die Namen für die Straßen festgelegt:
- Alsenstraße[5] – siehe unten
- Bismarckstraße[6] (1911–1998: Fürst-Bismarck-Straße) – Bismarck war maßgeblich an den kriegerischen Auseinandersetzungen beteiligt; nur sein Name blieb hier bis heute erhalten, mittlerweile als Otto-von-Bismarck-Allee.
- Moltkestraße[7] (heute: Willy-Brandt-Straße) am Generalstabsgebäude – Moltke war Generalstabschef in den Kriegen 1864–1871. An dieser Straße befand sich das Gebäude der Schweizerischen Botschaft sowie bis 1890 auch die Botschaft von Österreich-Ungarn in der Moltkestraße 3, dem Palais von Victor I. von Ratibor
- Roonstraße[8] (im Bogen zum Kronprinzenufer, heute: Konrad-Adenauer-Straße) – Roon war zu dieser Zeit Kriegsminister und hatte durch die Modernisierung des Heeres die Kriege ermöglicht.
- Auf der anderen Seite des Generalstabsgebäudes erhielt gleichzeitig die Herwarthstraße[9] ihren Namen nach General Herwarth, der in allen drei Kriegen Truppen führte und auch unmittelbar den Übergang über den Alsensund befehligt hatte.

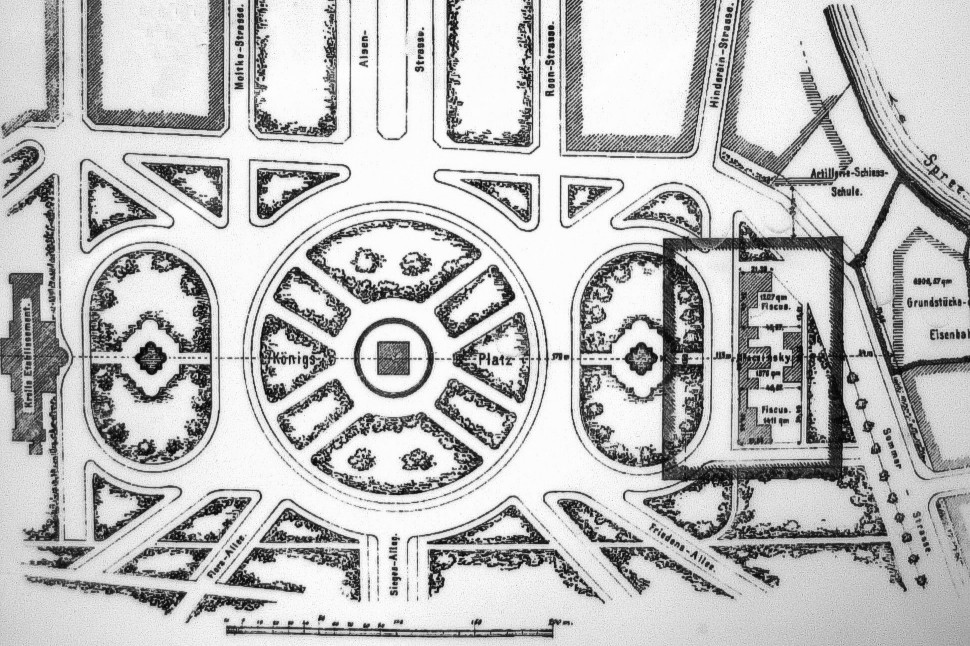
Stadtplan; Alsenplatz am oberen Bildrand

Auch das Kronprinzenufer (heute: Ludwig-Erhard-Ufer) bezog sich auf die Kriege; gemeint war Kronprinz Friedrich Wilhelm, der 1866 und 1870 Armeen kommandiert hatte.

Nach einem prominenten Anlieger, General Hindersin, wurde kurz nach dessen Tod 1872 noch die Hindersinstraße benannt, zuvor Seegerhof.
Da ‚Alsenviertel‘ keine offizielle Bezeichnung ist, gibt es auch keine amtlichen Grenzen; gemeint sind jedoch die viereinhalb privat-zivilen Häuserblöcke zwischen Generalstabsgebäude und dem Reichstag. Nach Westen schlossen sich am Spreeufer Gastwirtschaften und Vergnügungs-„Etablissements“ an, die „Zelte“, die später auch mit Villen bebaut wurden.

## Alsenstraße
Die zentrale Straße im neuen Quartier erhielt ihren Namen nach einem entscheidenden Ereignis im Deutsch-Dänischen Krieg 1864, dem Übergang auf die Insel Alsen nach Erstürmung der Düppeler Schanzen.
Sie war als breite Allee gestaltet und im südlichen Abschnitt (zwischen der Nordseite des Königplatzes und der Bismarckstraße, heute Paul-Löbe-Allee und Otto-von-Bismarck-Allee) platzartig verbreitert, von vier Baumreihen an zwei Grünflächen gesäumt.
In der Grünanlage wurde um 1875 das Ensemble Krieg (vier Figurengruppen aus Sandstein) aufgestellt. Sie zeigen etwas überlebensgroß preußische Soldaten in der Uniform 1864–1871 bei Kampf, Verwundung, Tod und Sieg und blieben erhalten (siehe unten):
- Abschied des Landsmannes von August Wittig
- Schlacht von Rudolf Schweinitz
- Pflege der Verwundeten von Ludwig Brodwolf
- Glückliche Heimkehr von Alexander Calandrelli[13]

Dies war wohl auch eine Anregung, um 1900 die südliche Fortsetzung der Alsenstraße – die Siegesallee – ebenfalls mit Figurenschmuck aufzurüsten. In der Mitte der Alsenstraße dicht am Übergang zum Königsplatz wurde 1904 ein Denkmal von Roon aufgestellt, heute am Großen Stern.
Die Zeitgenossen nannten die platzartige Verbreiterung am Königsplatz oft „Alsenplatz“, wenngleich dies keine amtliche Widmung war. Ohnehin setzten sich die Moltke- und Roonstraße parallel entlang der Grünflächen fort, sodass die Häuser hier auch andere Postanschriften erhielten.
Nach der Alsenstraße erhielt das Quartier seinen gebräuchlichen Namen.
Das Alsenviertel sollte nicht verwechselt werden mit der etwas später begründeten Villenkolonie Alsen am Großen Wannsee, in der es ebenfalls eine Alsenstraße gab und noch bis heute gibt.

## Brücken
Nach Norden verband eine etwas eigenwillige Brückenkonstruktion – die Alsenbrücke (Berlin-Moabit) – die Alsenstraße mit der Brücke über den inzwischen angelegten Humboldthafen, der auch ein Schmuckbassin für das Alsenviertel sein sollte. Auf diesem Weg gelangte man zum Lehrter Bahnhof; später kam die heute noch existierende Moltkebrücke hinzu.
Die Kronprinzenbrücke stellte die Verbindung mit der Friedrich-Wilhelm-Stadt in Fortsetzung der Roonstraße her. Sie wurde zum Ende des Zweiten Weltkriegs stark beschädigt, 1972 abgerissen und konnte erst nach dem Mauerfall neu gebaut werden.

## Nutzung

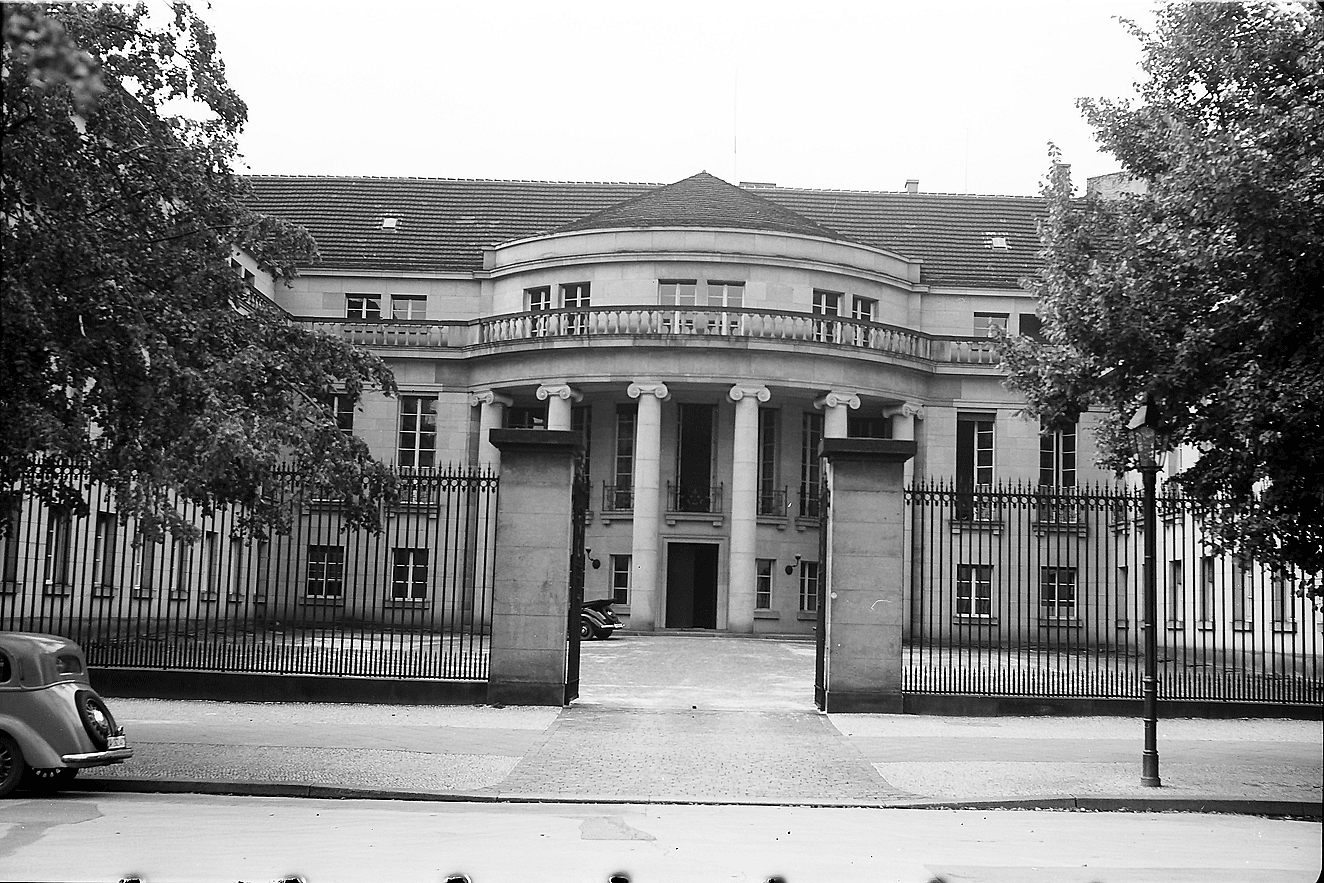
Dänische Gesandtschaft und Generalkonsulat Alsenstraße 3/3a, erbaut 1913–1915 für Paul und Lotte von Mendelssohn-Bartholdy

Besonders bekannt wurde das Viertel, weil sich hier viele ausländische Vertretungen ansiedelten. Das lag vor allem einfach daran, dass das Auswärtige Amt durch einen kurzen Fußweg zu erreichen war.
- Argentinien: Hindersinstraße 4[14]
- Belgien: Roonstraße 12 [14]
- Brasilien: ab 1900 Roonstraße 12[14]
- Chile: Hindersinstraße 14[14]
- Dänische Gesandtschaft: Gesandtschaft Alsenstraße 3, Generalkonsulat Alsenstraße 3a; später nur die Gesandtschaft in der Alsenstraße 4[14][15] – 1938 verlegt
- Japanische Botschaft: um 1900 Kronprinzenufer 30, ab etwa 1915 Königsplatz 4 Ecke Hindersinstraße 10  – 1938 verlegt, 1940 Abriss
- Norwegische Gesandtschaft: Alsenstraße 2 – 1938 verlegt
- Osmanisches Reich (Türkei): Alsenstraße 1 – 1897 verlegt aus der Voßstraße
- Österreich-Ungarn: bis 1890 Moltkestraße 3, 1890 eigener Neubau Kronprinzenufer 14
- Rumänien: Moltkestraße 2[14]
- Schweizerische Botschaft: zu Beginn des 20. Jahrhunderts in der Regentenstraße 17,[14] seit 1919 Moltke- Ecke Bismarckstraße; erhalten
- Siam: ab 1890 Alsenstraße 8, danach In den Zelten 23[14]
- Ukrainische Volksrepublik: Kronprinzenufer 10
- Uruguay: Kronprinzenufer 25[14]

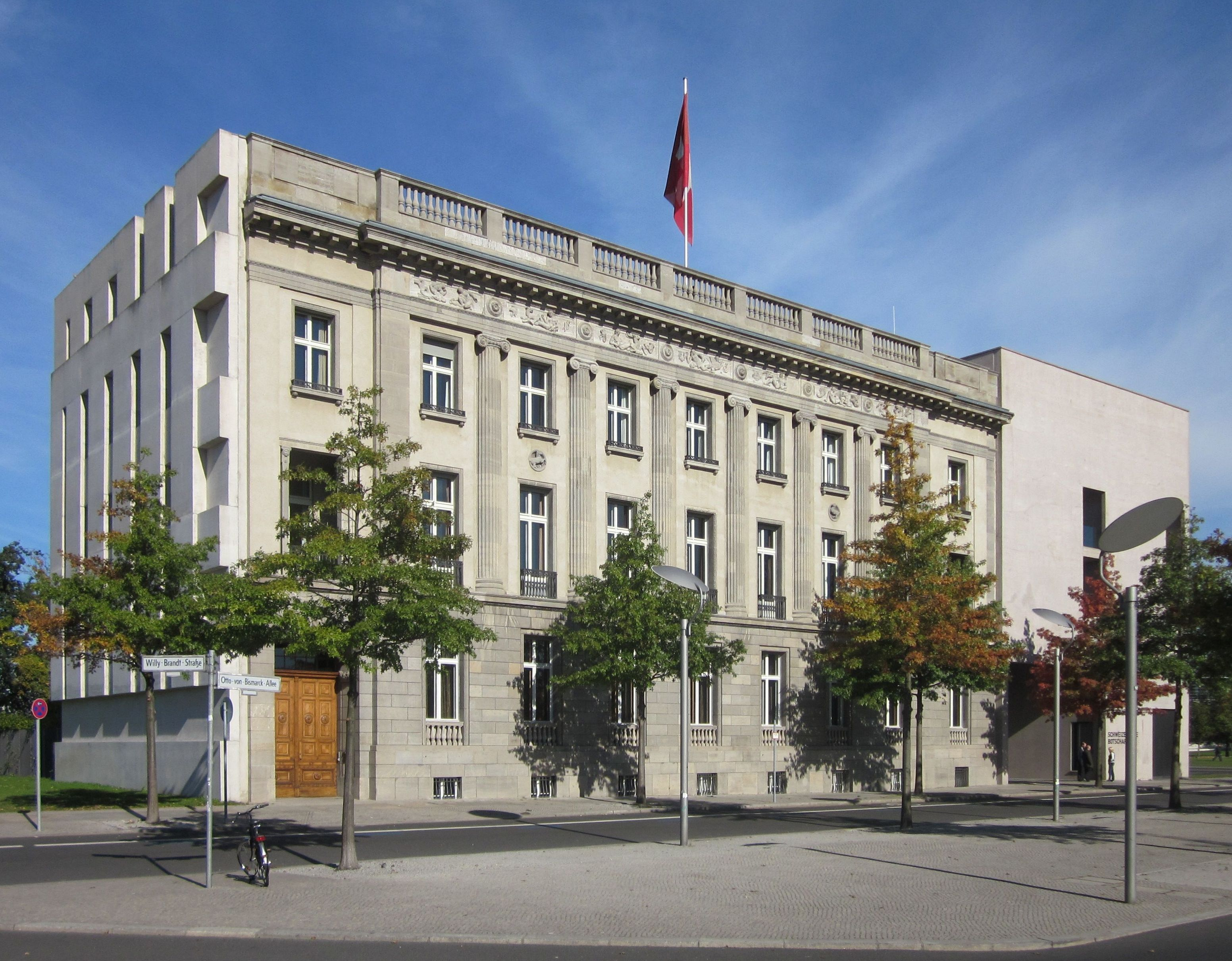
Einziges erhaltenes Gebäude: Die Schweizerische Botschaft

An prominenter Stelle siedelte sich 1910 die Zentrale des Roten Kreuzes an – mit zinnenbewehrtem Wachtturm an der Ecke von Roonstraße  und Königsplatz. Das Rote Kreuz war damals allerdings nicht die zivile Hilfsorganisation, als die es heute assoziiert wird; seine Gründung und seine Aufgaben zur damaligen Zeit standen in unmittelbarem Zusammenhang mit der Kriegführung. Es war in das Militär eingebunden und stellte Sanitäter; die Ausbildung der Schwesternschaften diente der Pflege der im Felde verwundeten Krieger in der Heimat wie auch unmittelbar hinter den Fronten. In unmittelbarer Nähe stand die oben schon erwähnte Skulptur „Pflege der Verwundeten“. Der weltweit erste Einsatz des neu gegründeten Roten Kreuzes erfolgte anlässlich des Angriffs auf die Düppeler Schanzen, die die Insel Alsen schützen sollten.
Zu den privaten Anwohnern gehörten die Militärs des benachbarten Generalstabs wie
- Leonhard von Blumenthal (1810–1900), 1892 in der Alsenstraße 11
- Paul von Hindenburg (1847–1934), 1895 in der Roonstraße 9
- Gustav Eduard von Hindersin (1804–1872) in der anschließend nach ihm benannten Hindersinstraße 4a

und auch einige wohlhabende Hausbesitzer wie
- Robert Lucius von Ballhausen (1835–1914), ab 1900 Königsplatz 5 Ecke Hindersinstraße
- Rudolph von Delbrück (1817–1903), 1880 in der Alsenstraße 4, 1900 in der Roonstraße 2
- Theodor von Frerichs (1819–1885), Professor an der Charité, in der Moltke- Ecke Bismarckstraße
- Theodor Hildebrand (1791–1872), Schokoladenfabrikant, in der Alsenstraße 8
- Erich Kunheim (1872–1921), Chemiefabrikant, in der Moltke- Ecke Bismarckstraße
- Louis Liebermann (1819–1894, Vater von Max Liebermann) besaß mehrere Häuser, so in der Alsenstraße 12 und am Kronprinzenufer 8.
- Paul von Mendelssohn-Bartholdy (1875–1935), Bankier und Lotte von Mendelssohn-Bartholdy, Autorin, beide Kunstsammler, Palais Alsenstraße 3/3a (Architekt Bruno Paul)
- Hugo Pringsheim (1845–1915), Eisenbahnunternehmer, Kohlegrubenbesitzer, wohnte in der Hindersinstraße 10.
- Victor I. von Ratibor (1818–1893), Rittergutsbesitzer und Reichstagsmitglied, Palais Ratibor in der Moltkestraße 3

Soweit Häuser vermietet waren, wohnten hier auch Minister oder ihre Hinterbliebenen, wie
- Robert Lucius von Ballhausen, ab 1900 am Königsplatz 5 Ecke Hindersinstraße
- Rudolph von Delbrück, 1880 in der Alsenstraße 4, 1900 in der Roonstraße 2
- Witwe des Robert von Patow, in der Roonstraße 9

Auch sonst gab es illustre Anlieger, wie
- 1908 das Büro der Times in der Roonstraße 3
- 1898/1899 der Schauspieler Josef Kainz in der Alsenstraße 3a
- Albrecht von Graefe, Direktor der augenärztlichen Abteilung der nahegelegenen Charité, in der Roonstraße 9 (allerdings bald verstorben)
- Oscar Blumenthal, Direktor des auf dem anderen Spreeufer liegenden Lessingtheaters, in der Roonstraße 5
- Bruno Doehring, Hof- und Domprediger, in der Hindersinstraße 7 (von 1914 bis zum Abriss 1938)
- Hanna Solf, Politikerin und Angehörige des deutschen Widerstandes, in der Alsenstraße 9 (Treffpunkt des Solf-Kreises)

Die Gebäude waren ihrer nach ihrer Bauweise Stadtvillen: Zwar standen die Häuser einzeln, bildeten aber eine geschlossene Straßenfront und waren von ihrer inneren Struktur meist auf eine einzelne Bewohnerpartei und nicht für eine Aufteilung in Etagenwohnungen ausgelegt. Typisch waren erst zwei, später drei herrschaftliche Obergeschosse; darüber wohnten Dienstboten in Mansarden, während im Sockelgeschoss (Souterrain) Küche, Waschküche, Badezimmer und Heizmaterial untergebracht waren. Mit dem 20. Jahrhundert wurden viele großzügig-repräsentative Häuser der ersten Generation bereits durch kompaktere und wirtschaftlich besser zu verwertende Neu- und Umbauten ersetzt.
Im Roman Der Stechlin lässt Theodor Fontane die adlige Diplomatenfamilie Barby ab 1885 in der Beletage eines Hauses am Kronprinzenufer wohnen, das dem reich gewordenen Versicherungssekretär Schickedanz gehörte. Zu Beginn des 11. Kapitels wird ein kurzer Einblick in die Wohnverhältnisse gegeben.
Das Alsenviertel gehörte zum Postzustellbezirk NW 40, der auch das Moabiter Gebiet um den Lehrter und Hamburger Bahnhof auf dem nördlichen Spreeufer einschloss.

## Welthauptstadt Germania
In den Plänen Hitlers für eine „Welthauptstadt Germania“ war vorgesehen, an Stelle des Alsenviertels die Große Halle mit gigantischen Ausmaßen zu errichten.
Vorgesehen war auch, die Spree umzuleiten und den Spreebogen zu kürzen, sodass die Spree unter der Großen Halle hindurch geflossen wäre. Der Caisson für den Spreedurchstich war bereits im Bau; beim Ausheben der Baugruben für die Bundestagsneubauten erlebte man hier einige Überraschungen, als unvermutet die Spundwände auftauchten.
Für die Botschaften wurden ab 1938 Ersatzbauten in einem neuen Botschaftsviertel an der Tiergartenstraße bis zur Rauchstraße errichtet. Die Häuser des Alsenviertels wurden 1939–1942 weitgehend abgebrochen; zumindest legte man wesentlich mehr Gebäude nieder als bis 1945 durch Kriegseinwirkungen zerstört werden sollten. Die Fläche zwischen Roonstraße bis Reichstag war bereits 1942 planiert.
Die vier Kriegerdenkmäler wurden 1938 von der Alsenstraße an die Rüsternallee im Großen Tiergarten (südwestlich vom Haus der Kulturen der Welt) versetzt, wo sie auf beiden Seiten der kleinen Brücke über den Bach bis heute stehen. Sie haben nur mäßige Kriegsschäden davongetragen. 2011 plante man eine Restaurierung und anschließende Versetzung an einen prominenteren Ort; voraussichtlich am nahen Großfürstenplatz.
Im Jahr 1942 kamen die Baumaßnahmen kriegsbedingt zum Erliegen.

## Aktuelle Situation
Wie ein Mahnmal steht der Altbau der Schweizer Botschaft als einziges Überbleibsel des Alsenviertels. Auch im Spreebogenpark wird an die Geschichte erinnert.
Auf der Hindersinstraße steht das Paul-Löbe-Haus. Das Grundstück des Generalstabs (die Halbruine war 1958 abgetragen worden) wird vom Bundeskanzleramt überbaut.
Ende der 1990er Jahre war für die Neubauprojekte des Bundes die Bezeichnung „Alsen-Blöcke“ gebräuchlich, wovon inzwischen keine Rede mehr ist.